# 桥东街道 (潮州市)
桥东街道，是中华人民共和国广东省潮州市湘桥区下辖的一个乡镇级行政单位。

## 行政区划
桥东街道下辖以下地区：
东兴社区、桥东社区、东湖社区、涸溪社区、下津村、社光村、六亩村、黄金塘村、卧石村和韩山师范学院社区。